# Arthrotidea
Arthrotidea is een geslacht van kevers uit de familie bladkevers (Chrysomelidae).
De wetenschappelijke naam van het geslacht werd in 1942 gepubliceerd door Chen.

## Soorten
- Arthrotidea cheni Xingke, 1996
- Arthrotidea luoxuensis Xingke, 1996
- Arthrotidea rubrica Chen & Jiang, 1981
- Arthrotidea ruficollis Chen, 1942
- Arthrotidea scutellaris Jiang, 1988